# Michael Bublé
Michael Steven Bublé (n. 9 septembrie 1975, Burnaby, Columbia Britanică, British Columbia, Canada) este un actor, cântăreț de big band, interpret, crooner și cântăreț de soft jazz italiano-canadian. A câștigat numeroase premii Grammy si Juno.
Deși a avut un succes relativ modest în Statele Unite la sfârșitul anilor 1990 și începutul anilor 2000, albumul său omonim din 2003 a atins top ten din Australia, Marea Britanie și țara sa natală, Canada.  În 2004, un album și video live, intitulat Come Fly with Me a fost listat de revista muzicală Billboard atingând poziții bune în top 40 din Australia.  Interpretul a avut succes comercial în Statele Unite cu albumul It's Time.
Cel de-al treilea album al său, Call Me Irresponsible, lansat la 1 mai 2007, a înregistrat succese în diferite categorii de clasificare muzicală (în special melodia Everything).  A vândut peste 11 milioane de  albume. 
Al șaselea album al său, lansat în 2009, Crazy Love, a debutat pe primul loc în topul U.S. Billboard 200 după numai 3 zile de la lansare, rămânând pe prima poziție timp de 3 săptamâni. De asemena acest album a fost cel de-al patrulea album al lui care a atins prima poziție în Top Jazz Albums, realizat de Billboard.
Christmas, al șaptelea album semnat de Bublé, lansat în Octombrie 2011 a ocupat prima poziție în topul Billboard 200 în ultimele patru săptămâni din 2011 și prima săptămână din 2012. Christmas a devenit astfel al treilea album consecutiv care a ocupat prima poziție în topul albumelor vândute.
To be Loved, lansat în Aprilie 2013, a fost precedat de lansarea primului single, “It’s a beautiful day”, în 23 februarie 2013. Albumul conține patru compoziții proprii și zece coveruri.

## Biografie
Michael Bublé s-a născut în Burnaby, British Columbia și are două surori mai mici. Brandee este autoare de cărți pentru copii iar Crystal este actriță. Bublé a fost elev al școlii Seaforth Elementary School și a absolvit liceul Cariboo Hill Secondary School.
Potrivit unui interviu acordat lui Oprah în 9 octombrie 2009, Bublé visa să devină un cântăreț cunoscut încă de la vârsta de doi ani. Povestște că se ruga în fiecare seară să devină cântăreț. Interesul lui pentru jazz a început în jurul vârstei de cinci ani de Crăciun, când împreună cu părinții lui ascultau albumul White Christmas al lui Bing Crosby.
De asemenea, părinții lui i-au descoperit talentul la 13 ani, de Crăciun, când l-au auzit cântând în mașină versurile ”May your days be merry and bright” ale melodiei ”White Christmas”.
Bublé este pasionat de hockey pe gheață și unul din visurile lui era să devină un jucător profesionist de hockey la Vancouver Canucks, dar întodeauna a fost de părere că nu este un jucător suficient de bun, spunând ”Aș fi vrut foarte mult să ajung un jucator de hockey...Dacă aș fi jucat bine, probabil nu aș fi cântăreț acum”.
Începând de la vârsta de 14 ani, Michael a petrecut șase ani lucrând pe timpul verii ca și pescar alături de tatăl său și colegii acestuia. Vorbind despre acestă experiență, Bublé a declarat ”A fost cea mai grea muncă fizică din viața mea. Câteodată eram plecați timp de două, sau chiar trei luni, iar conviețuirea și lucrul cu bărbați cu vârsta dublă față de a mea m-au învățat multe despre responsabilitate și despre ce înseamnă să fii bărbat”.
Primele sale angajamente muzicale au fost la vârsta de 15 ani, în cluburi de noapte, acestea fiind posibile datorită bunicului lui italian, Demetrio Santagà. Acesta era instalator inițial într-un mic orășel din Preganziol și își oferea serviciile în schimbul timpului petrecut pe scenă de Michael. Bunicul lui a fost cel care i-a plătit cursuri de canto. Unul dintre profesorii lui Michael a fost Joseph Shore, baritonul operei. Bunicul din partea mamei nu a încetat niciodată să aibă încredere că într-o zi nepotul lui va deveni cunoscut. Bunica din partea mamei, Iolanda (née Moscone), era de asemena originară din Italia, din Villa Santa Lucia degli Abruzzi. Și tatăl lui Michael este de origine italian.
Bublé a crescut ascultând colecția de jazz a bunicului lui și îi mulțumește pentru că i-a dezvoltat pasiunea pentru muzica jazz. ”Bunicul meu a fost cu adevărat cel mai bun prieten al meu în copilărie. El a fost cel care mi-a deschis ușa către lumea muzicii jazz, muzica care părea că a trecut peste generația mea. În ciuda faptului că îmi place muzica rock 'n' roll și muzica modernă, prima dată când am ascultat Mills Brothers, a fost magic.Versurile erau așa de romantice, așa de reale, exact așa cum ar trebui sa fie o melodie, pentru mine. A fost ca și cum mi-aș fi văzut viitorul într-o fracțiune de secundă. Voiam să fiu cântăreț și am știut că acesta era genul de muzică pe care voiam să îl cânt.” Bublé nu a încetat niciodată să creadă că va deveni cântăreț dar a recunoscut că probabil era singurul care credea în visul lui, afirmând că, chiar și bunica din partea mamei credea că el doar ”va cânta în deschidere la concerte în Las Vegas”. Michael a declarat că nu a urmat niciodată cursuri de compoziție, emoția fiind cea care îl ghidează atunci când compune.
La vârsta de 18 ani a participat la un concurs de talente și a și câștigat, însă după câștig a fost descalificat de organizatorul competiției Bev Delich, pentru că era minor. După aceea Delich l-a înscris într-o competiție de căutare de noi talente canadiene, pe care a și câștigat-o. După acest câștig, Delich i-a devenit impresar și l-a reprezentat pe Bublé în următorii șapte nu foarte fructuoși ani. Potrivit lui Delich, Bublé a fost prezent oriunde i se propunea să cânte: concursuri de talente, întruniri, croaziere, mall-uri, hoteluri, baruri, cluburi, concerte organizate de corporații, teatre de revistă, telegrame muzicale și ocazional chiar și concerte de Moș Crăciun.
Prima apariție la o televiziune națională a fost în 1997, în documentarul Big Band Boom!, în regia lui Mark Glover Masterson, a postului Bravo!. Începând cu 1997, Bublé a fost frecvent invitat la emisiunea lui Vicki Gabereau de la postul de televizune CTV. În timpul primului sezon al showului canadian difuzat live, Bublé era solicitat ori de câte ori vreun invitat întârzia sau renunța în ultima clipă. Aparițiile în emisiunile lui Gabereau l-au făcut cunoscut publicului larg și în același timp l-au ajutat în a-și perfecționa abilitățile ca și artist. În semn de recunoștință, Bublé a aparut și în ultima emisiune a lui Gabereau alături de Jann Arden și Elvis Costello.
Bublé a fost nominalizat la două premii Genie pentru cele două melodii compuse de el pentru filmul Here's to Life! ("I've Never Been in Love Before", "Dumb ol' Heart"). De asemenea a înregistrat trei albume individuale (First Dance, 1996; Babalu, 2001; Dream, 2002).